# Johann Rotger Köne
Johann Rotger Köne (* 14. August 1799 in Schmallenberg-Berghausen; † 12. November 1860 in Münster) war ein Philologe, Lehrer, Autor und Mundartforscher.

## Leben
Johann Rotger Köne wurde 1799 im sauerländischen Berghausen geboren. Seine Abstammung ist bis heute nicht genau geklärt. Nach der Taufbucheintragung war er der Sohn von Anna Margaretha Keine (vermutlich Köne). Ein Vater war nicht verzeichnet. Köne verlor laut seinem Nachruf schon im zweiten Lebensjahre den Vater. Aufgrund dessen lebte er bei Verwandten und ging erst im 9. Lebensjahr zur Schule. Nach dem Tod des Dorfschullehrers wurde der gelehrige Schüler von dem örtlichen Pfarrer gefördert. Köne konnte deshalb ab 1818 das Arnsberger Laurentianum Gymnasium besuchen. Der gute Schüler belegte in einem Jahr zwei Klassen und verließ 1823 mit einem anerkennenswerten Reifezeugnis das Gymnasium. Anschließend studierte an der Universität Bonn. Noch vor Vollendung seiner Studien wurde er 1825 an das Progymnasium nach Dorsten berufen. Dort unterrichtet er drei Jahre und vollendete von 1828 bis 1829 sein Studium an der Münsterischen Akademie. Danach wurde er Lehrer am Gymnasium Paulinum in Münster und promovierte im August 1833 an der philosophischen Fakultät zu Gießen zum Doktor der Philosophie. 1860 verstirbt Köne in Münster und wird dort drei Tage später beigesetzt.
Köne war der erste Mundartforscher des kölnischen Sauerlandes. Er sammelte bereits um 1830 Material zum westfälischen Mundartwortschatz und lieferte Beiträge zum großen Deutschen Wörterbuch von Jacob Grimm. 1852 hielt er im Verein für Geschichte und Altertumskunde Westfalens einen Vortrag über den „Werth der Westfälischen Sprache“. Er veröffentlichte mehrere Werke.

## Werke
- Wortstellung in der Lateinischen Sprache, Münster 1831
- Lateinische Schulgrammatik für untere Klassen der Gymnasien, Münster 1834
- Über die Sprache der Römischen Epiker, Münster 1840
- Über Form und Bedeutung der Pflanzennamen in der Deutschen Sprache, Münster 1840
- Lateinisches Vocabularium, Grammatik, Etymologie und Synonymik, Münster 1841.
- Gefahren und Abwehren der Ruthardtschen Methode, Münster 1844
- Corn. Nepus und Phaedrus, Ausgabe mit sprachlichen Anmerkungen, 2. Auflage, Münster 1846
- Deutsche Erzählungen und Beschreibungen zum Uebersetzen ins Lateinische, Münster 1844
- Werthung der Fremdwörter in der Deutschen Sprache, Münster 1849
- Werth der Westfälischen Sprache, Münster 1852
- Der Heliand oder das Lied vom Leben Jesu, Münster 1855
- Der Alt-Sächsische Beichtspiegel zur Zeit des heiligen Ludgerus, Münster 1860

## Ehrungen
- Am 30. Januar 1856 erhielt Köne von König Friedrich Wilhelm IV. die goldene Medaille für Wissenschaft.